# Ormosia glauca
Ormosia glauca är en ärtväxtart som beskrevs av Nathaniel Wallich. Ormosia glauca ingår i släktet Ormosia och familjen ärtväxter. Inga underarter finns listade i Catalogue of Life.